# Козаков Григорій Тимофійович
Козаков Григорій Тимофійович (1947—2009) — український тележурналіст, режисер. Заслужений журналіст України.

## Життєпис
Народився 5 вересня 1947 р. у с. Стецівка Чигиринського району Черкаської області.
Закінчив філологічний факультет Черкаського педагогічного інституту. З 1974 року працював на районному радіо на Київщині. З 1978 по 1984 рік — редактор на Українському радіо. У 1984—1995 роках — заступник головного редактора Головної редакції інформації, коментатор, ведучий новин УТ-1. З 1997 працював головним диктором інформаційної програми новин «УТН». Був співавтором відео-фільмів: «Чорнобиль очима журналіста» (1986), «Міст через океан», «Дорога через пустелю» (1995), оскільки вів репортажі прямо із Чорнобильської зони. Пізніше це негативно вплине на стан його здоров'я. Після тяжкої операції на серце залишає телеефір та починає викладацьку діяльність. Викладав у Київському національному університеті культури і мистецтв на кафедрі тележурналістики, дикторів та ведучих програм.
Випустив поетичну збірку «Я у вересні народився».
Пішов з життя 8 травня 2009 року внаслідок інфаркту.